# Echinarachnius parma
Echinarachnius parma са разред плоски морски таралежи, разпространени по плажовете в целия свят.

## Описание
Телата им са в бял или сиво-бял цвят, като в центъра им има маркировка във формата на звезда. Покрити са с къси, кадифени бодли, които са оцветени в лилаво до червеникавокафяво.

## Класификация
Разред Echinarachnius parma
- Семейство †Conoclypidae von Zittel, 1879
- Семейство †Faujasiidae Lambert, 1905
- Семейство †Oligopygidae Duncan, 1889
- Семейство †Plesiolampadidae Lambert, 1905
- Подразред Clypeasterina
  - Семейство Clypeasteridae L. Agassiz, 1835
  - Семейство †Fossulasteridae Philip & Foster, 1971
  - Семейство †Scutellinoididae Irwin, 1995
- Подразред Scutellina
  - Семейство †Scutellinidae Pomel, 1888a
  - Инфраразред Laganiformes
    - Семейство Echinocyamidae Lambert & Thiéry, 1914
    - Семейство Fibulariidae Gray, 1855
    - Семейство Laganidae Desor, 1858

  - Инфраразред Scutelliformes
    - Семейство Echinarachniidae Lambert in Lambert & Thiéry, 1914
    - Семейство †Eoscutellidae Durham, 1955
    - Семейство †Protoscutellidae Durham, 1955
    - Семейство Rotulidae Gray, 1855
    - Семейство Taiwanasteridae Wang, 1984
    - Надсемейство Scutellidea Gray, 1825
      - Семейство †Abertellidae Durham, 1955
      - Семейство Astriclypeidae Stefanini, 1912
      - Семейство Dendrasteridae Lambert, 1900
      - Семейство Mellitidae Stefanini, 1912
      - Семейство †Monophorasteridae Lahille, 1896
      - Семейство †Scutasteridae Durham, 1955
      - Семейство Scutellidae Gray, 1825

## Галерия
- E. pusillus (изглед отдолу)
- Жив Echinarachnius parma
- Dendraster excentricus
- Echinarachnius parma на морското дъно
- M. quinquiesperforata
- Clypeaster reticulatus
- E. tenuissimus
- Clypeaster aegypticus